# Собор Святого Иуста (Триест)
Собор Святого Иуста в Триесте (Сан-Джусто, итал. Cattedrale di San Giusto, Trieste) — католический собор в центре города Триест (Фриули — Венеция-Джулия); расположен на вершине одноименного холма. Современны облик храма является результатом объединения двух церквей — церкви Санта-Мария и церкви, посвященной мученику Иусту — которое было проведено в период правления епископа Родольфо Педраццани да Робекко, между 1302 и 1320 годами. Первые письменные упоминания нового собора датируются 1337 годом. C 1899 года — малая базилика.

## История и описание
Кафедральная базилика Святого Иуста в Триесте является сегодня главным католическим храмом города. Церковное здание расположено на вершине одноименного холма, с которого открывается вид на весь старый город. Базилика была возведена при объединении двух ранее существовавших церквей: одна была посвящена Деве Марии (Санта-Мария), а вторая — мученику Иусту (Сан-Джусто). Храмы были объединены в период правления епископа Родольфо Педраццани да Робекко (Rodolfo Pedrazzani da Robecco), который хотел иметь в городе более величественных собор.
Первые письменные упоминания о соборе относятся к 1337 году, когда колокольня бывшей церкви Санта-Мария была дополнена толстой стеной, способной поддержать новое здание. Работы на колокольне были завершены к 1343 году, на строительство храма в целом продолжались практически до конца XIV века. Колокольня изначально была выше, но в 1422 году в нее ударила молния, и ее уменьшили. Герцог Леопольд III назначил первого немецкого епископа города, Энрико де Вильденштайна (Enrico de Wildenstein), который 27 ноября 1385 года освятил главный алтарь собора. В ноябре 1899 года папа Лев XIII возвел собор в статус малой базилики.